# Karol Woźniak
Karol Woźniak (ur. 19 stycznia 1893 w Roździeniu, zm. 6 grudnia 1923 w Szopienicach) – polski ksiądz, żołnierz, powstaniec śląski, kawaler Orderu Virtuti Militari.

## Życiorys
Był synem górnika, potem właściciela sklepu spożywczego Andrzeja i Franciszki z domu Habryka. Jego młodsza siostra Helena w lutym 1923 wyszła za mąż za Alfonsa Zgrzebnioka. Po ukończeniu szkoły ludowej, wyjechał do Belgii, gdzie wzorem swoich dwóch braci wstąpił do seminarium duchownego. Święcenia kapłańskie przyjął w 1914 roku. Po wybuchu I wojny światowej dla uniknięcia służby w wojsku niemieckim wyjechał do Stanów Zjednoczonych. Zaciągnął się jednak do armii amerykańskiej, z której wyszedł do rezerwy w stopniu kapitana. Pod koniec 1918 roku wstąpił do tworzonej we Francji armii generała Józefa Hallera i brał udział w wyprawie kijowskiej. Po jej zakończeniu odpowiedział na apel wzywający polskich księży z zagranicy do wsparcia akcji plebiscytowej na Górnym Śląsku i wraz z braćmi Fryderykiem i Henrykiem wrócili na Śląsk.
Podczas III powstania śląskiego uformował baon w Katowickim Pułku Powstańczym im. Józefa Piłsudskiego, którym w randze majora dowodził w walkach na terenie powiatu katowickiego. Wsławił się następnie w walkach pod Kędzierzynem, szczególnie zdobyciem 10 maja 1921 r. Kłodnicy. Aktywność bojową księdza krytykował komisarz apostolski na Górnym Śląsk prałat Jean-Baptiste Ogno-Serra. Wydział Duszpasterski Polskiego Komisariatu Plebiscytowego także nie patrzył przychylnym okiem na aktywny udział Woźniaka w walce zbrojnej. Równocześnie znalazł się on na niemieckiej „czarnej liście” 29 księży podburzających parafian przeciwko duchowieństwu proniemieckiemu.
Po zakończeniu walk pod Kędzierzynem reprezentował dowództwo powstańcze w kontaktach z Komisją Międzysojuszniczą. Był odznaczony Krzyżem Virtuti Militari, Krzyżem na Śląskiej Wstędze Waleczności i Zasługi I klasy oraz Krzyżem Walecznych. Po przyłączeniu części Górnego Śląska do Polski był wikariuszem w parafii św. Jerzego w Rydułtowach, a później nauczycielem języków w Gimnazjum Komunalnym w Roździeniu, gdzie działał również w Polskim Towarzystwie Gimnastycznym „Sokół”.
Jest pochowany na cmentarzu przy ul. Brynicy w Katowicach w kwaterze powstańczej. Jego pogrzeb przybrał rozmiary olbrzymiej manifestacji powstańczej, będącej wyrazem uznania dla zasług zmarłego.
Jego imię nosi ulica w Katowicach-Szopienicach.